# Clara Behrend
Clara Behrend, verheiratete Holle (* 30. April 1876 in Breslau; † nach 1942) war eine deutsche Schriftstellerin. Sie schrieb auch unter den Pseudonymen Clara Baumbach bzw. Clara Baumbach-Holle.

## Leben
Behrend kam als Tochter des Kaufmanns Moritz Behrend und seiner Frau Hulda geb. Fränkel in Breslau zur Welt. Sie besuchte bis 1893 die Höhere Töchterschule in Breslau, wo sie sich für das Schreiben und das Theaterspiel zu interessieren begann. Ihre Eltern verboten ihr jedoch, Schauspielerin zu werden. Sie trat daher nur gelegentlich bei Wohltätigkeitsveranstaltungen als Rezitatorin und Laiendarstellerin auf.
Im Jahr 1902 erschien Behrends Debütroman Wie Frauen lieben, in dem sie sich „als Realistin, ohne indessen auf den Pfaden des Übermodernen zu wandeln“, zeigte. Sie schrieb zudem für verschiedene Zeitschriften, darunter Die Zukunft. Von 1915 bis 1921 fungierte sie als Herausgeberin der Nationalen Frauenblätter.
Nach ihrer 1910 erfolgten Heirat mit Ludolf Friedrich Holle lebte sie in Solln bei München, 1938 aber als Witwe wieder in Breslau. Von dort wurde sie am 13. April 1942 in das Ghetto Izbica deportiert und danach wahrscheinlich in einem Vernichtungslager ermordet.

## Werke
- Wie Frauen lieben. Roman. 1902.[3]
- In Schönheit. Lyrik in Vers und Prosa. Pulvermacher, Berlin 1909
- Aus unserer großen Zeit. Frauenworte. Lehmann, München 1914.
- Für euch da draußen! Frontbuch in Versen und Prosa. Parcus, München 1917.